# Buenaventura Planella

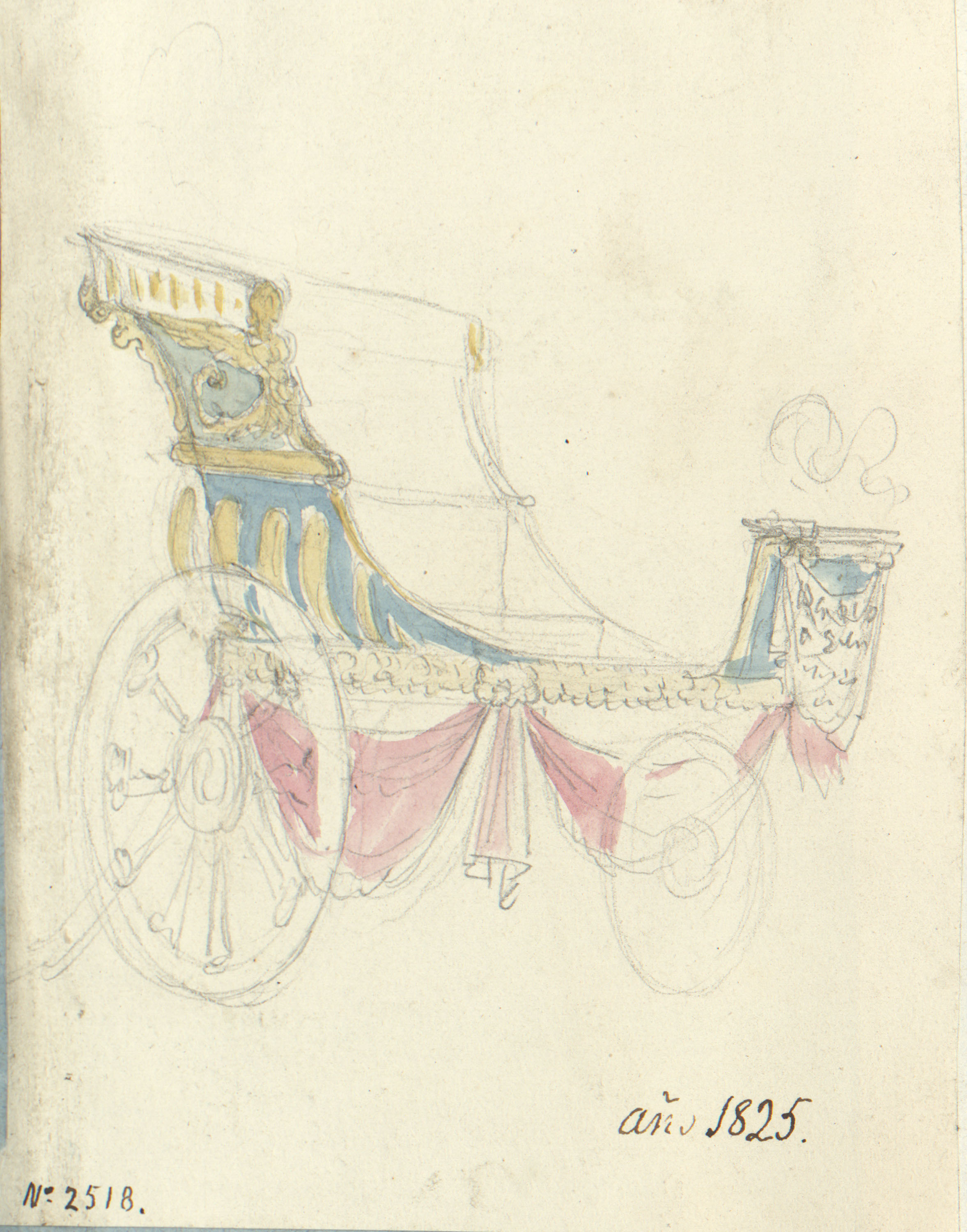
Carroza para cabalgata, dibujo a la acuarela y lápiz sobre papel. Barcelona, MNAC.

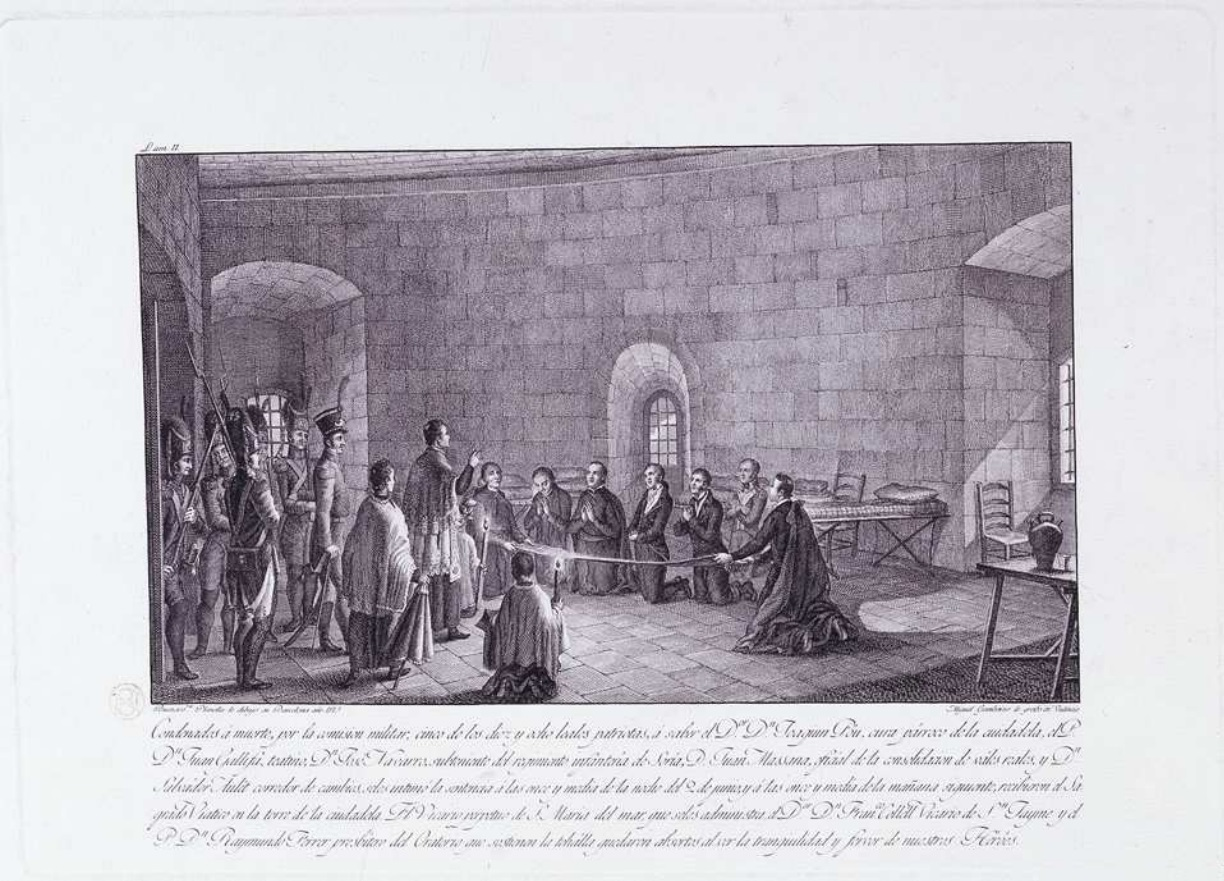
Conspiración contra los franceses en Barcelona 1809, grabado de Miguel Gamborino sobre dibujo de Planella. Inscripción: «Condenados á muerte por la comisión militar, cinco de los diez y ocho leales patriotas ... seles intimó la sentencia á las once y media de la noche». Madrid, Biblioteca Nacional de España.

Buenaventura Planella Conxello (Barcelona, 1772-1844) fue un escenógrafo y dibujante español.

## Biografía
Su padre Gabriel trabajaba como ayudante de escenografía de Francesc Xiurach en el Teatro Principal de Barcelona. Alumno de la Escuela de la Lonja, recibió clases de Pere Pau Montaña, con quien conoció los trabajos de los hermanos Tramulles. Durante su aprendizaje también colaboró con Cesare Carnevali y Giuseppe Lucini en el Teatro de la Ciudad.
En 1803 se convirtió en profesor de la Escuela de la Lonja, y durante las primeras décadas del siglo XIX trabajó por toda Cataluña, pasando por teatros de Gerona, Tortosa, Tarragona o Vinaroz. Sus hijos Josep y Francesc también fueron escenógrafos.
Terminada la guerra de la Independencia Española proporcionó los dibujos para una serie de seis estampas dedicadas a la represión de la conspiración de Barcelona de 1809 contra los franceses, grabadas por Miguel Gamborino, Vicente Peleguer, Vicente Capilla y Francisco Jordán. También es suyo el dibujo grabado por José Amills que encabeza El príncipe y su pueblo o deberes del pueblo español hacia su legítimo rey el señor D. Fernando 7º, obra del barón de Juras Reales, impresa en Barcelona por José Torner en 1830.
En los fondos del Gabinete de dibujos del Museo Nacional de Arte de Cataluña se conservan dos acuarelas con modelos de carrozas para una cabalgata procedentes de la colección de Raimon Casellas.